# Congreso de Sivas

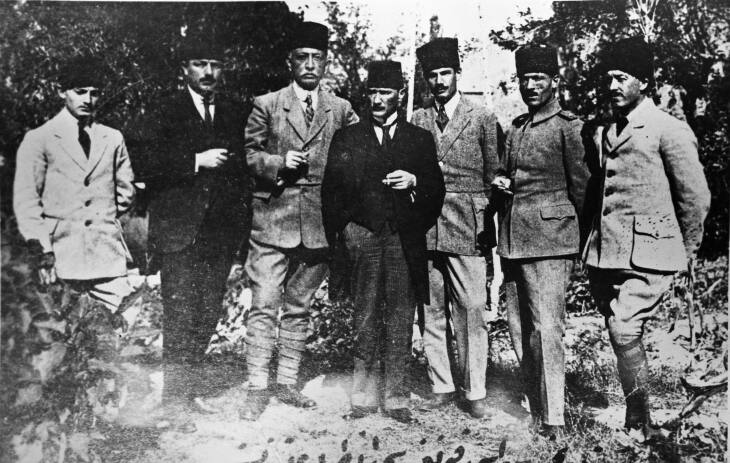
Destacados nacionalistas presentes en el Congreso de Sivas. De izquierda a derecha: Muzaffer Kılıç, Rauf (Orbay), Bekir Sami (Kunduh), Mustafa Kemal (Atatürk), Ruşen Eşref (Ünaydın), Cemil Cahit (Toydemir), Cevat Abbas (Gürer)

El Congreso de Sivas (en turco: Sivas Kongresi) fue una reunión del movimiento nacional turco que se celebró entre el 4 y el 11 de septiembre de 1919 en la ciudad de Sivas, en la región centrooriental de Turquía, y a la que acudieron delegados de todas las provincias anatolias del Imperio otomano, a la sazón disuelto en la práctica. Por entonces tanto la capital estatal (Constantinopla) como muchas regiones y ciudades provinciales estaban ocupadas por los Aliados. Mustafa Kemal había convocado el congreso mediante la «circular de Amasya» tres meses antes y los preparativos para esta nueva reunión se habían dispuesto durante el anterior Congreso de Erzurum. El congreso en Sivas aprobó una serie de disposiciones cruciales que determinaron la dirección del movimiento nacionalista durante la guerra de Independencia turca.
Aunque a este congreso acudieron menos delegados (treinta y ocho) que al anterior de Erzurum, su procedencia era más variada que la de los que participaron en este. En los dos congresos se decidieron los rasgos fundamentales del denominado Misak-ı Millî (Pacto Nacional) que el Movimiento Nacional turco acordó con otros movimientos de resistencia turcos para oponerse juntos a los Aliados y en el que participó también el gobierno imperial de Constantinopla. Los nacionalistas y el Gobierno del sultán firmaron el Protocolo de Amasya el 22 de octubre de 1922, mediante el cual pactaron celebrar nuevas elecciones; las nuevas Cortes estudiarían a continuación las conclusiones del Congreso de Sivas. Cuando los Aliados se enteraron del acuerdo, disolvieron el Parlamento; a partir de entonces lo que quedó del Gobierno imperial se opuso a las acciones del movimiento nacional turco de Ankara.